# 김정은 (성우)
김정은(金正銀, 1970년 11월 20일 ~ )은 한국의 남자 성우다. 2000년 투니버스 4기 공채 성우로 데뷔했다.

## 출연작

### 애니메이션
- 던전 앤 파이터(챔프), (애니원) - 카딘/일벡크
- 짱구는 못말려 극장판: 태풍을 부르는 영광의 불고기 로드(챔프), (애니원) - 황장군
- 안녕! 보노보노 (투니버스) - 너부리 아빠
- 쾌걸 조로리(투니버스) - 조로리
  - 쾌걸 조로리 2기(투니버스) - 조로리
- 도라에몽(챔프), (애니원) - 번개 할아버지 / 노비 노비스케(노비타의 아버지, 노석구)
- 나루토(투니버스) - 칸쿠로, 아키미치 쵸자
- 나루토 질풍전(투니버스) - 칸쿠로, 아키미치 쵸자
- 포켓몬스터 XY(투니버스) - 펌킨 백작
- 가면라이더 드래건(투니버스) - 슈이치
- 탐정학원 Q(투니버스) - 토오야마 킨타로
- DARKER THAN BLACK -흑의 계약자-(애니맥스) - 사이토 유스케
- F-ZERO 팔콘 전설(챔프), (애니원) - 존 타나카
- 개구리 중사 케로로(투니버스) - 556
- 케로로 중사 극장판 1기 - 최종병기 키루루 (투니버스) - 556
- 케로로 중사 극장판 3기 - 케로로 대 케로로 천공대결전 (투니버스) - 556
- 케로로 더 무비: 드래곤 워리어 (투니버스) - 556
- 더 파이팅(투니버스) - 정건채
- 메이저 1기(투니버스) - 박철민
- 메이저 2기(투니버스) - 박철민
- 메이저 3기(투니버스) - 박철민
- 배틀짱(투니버스) - 마루코 말디니
- 파워 퍼프 걸(투니버스) - 갱그리파
- GO GO 다섯쌍둥이(투니버스) - 경찰관 아저씨(카와바타 호타루)
- 꽃보다 남자(투니버스) - 츠쿠시의 아빠
- 닌자보이 란타로(투니버스) - 헤무헤무 / 핫포 / 신베 아버지
- 닥터 슬럼프(MBC) - 태수 아빠
- 더 파이팅(투니버스) - 정유채(하야미 류이치)
- 데스노트(애니원), (챔프) - 요츠바
- 따끈따끈 베이커리(투니버스) - 클랜 카이저(카이저 3형제)
- 록맨 에그제 스트림(투니버스) - 넨지 / 나르시 히데
- 록맨 에그제 엑서스(투니버스) - 비스트맨
- 롤링스타즈(KBS)
- 달빛천사(투니버스) - 조나단
- 선계전 봉신연의(투니버스) - 백읍고
- 선생님의 시간(투니버스) - 미카 선생님의 아버지
- 현시연(애니맥스) - 하라구치
- 파푸아(투니버스) - 킨타로 / 하라다 우마코(사라다)
- 최유기 리로드(투니버스) - 독각시
- 최유기 리로드 GUN LOCK(투니버스) - 독각시
- 재키찬 어드벤처(애니맥스) - 벨몬트
- 달려라 이다텐(투니버스) - 코에이
- 떴다! 럭키맨(투니버스) - 회사원 아저씨 / 잔소리맨 / 히트맨 / 빚쟁이맨 / G-5 / 두더지맨1
- 롤링스타즈(KBS) - 잭 / 엘비스
- 페콜라(MBC) - 베어리
- 원더풀 데이즈(KBS) - 감독관
- 블레이징 틴스3(투니버스) - 켄
- 제네레이터 렉스(카툰네트워크) - 식스
- 나의 파트라슈(투니버스) - 행상인
- 열대펭귄 페닝(MBC)
- 명탐정 코난(투니버스) - 경비, 황민기
- 제비뽑기 언밸런스 OVA(애니맥스)
- 재키 찬 어드벤처(애니맥스) - 밸몬트
- 빌리의 대모험(투니버스) - 챌린저 / 잭
- 로봇전사 감마(투니버스) - 대로 아빠
- 스피릿 오브 원더 - 소년과학클럽(투니버스)
- 스피릿 오브 원더 - 미스 차이나(투니버스)
- 사이버시티 오에도 808(투니버스)
- 천방지축 이나탁구부(투니버스)
- 몬스터 왕자 몽짱(카툰네트워크) - 닥터 노
- 직스(퀴니)
- 직스 레벨2(퀴니)
- 벤10: 과거로의 질주(카툰네트워크) - 머드 파이어
- 캡틴 날개(스페이스툰) - 해설
- 오프사이드(스페이스툰) - 이건향
- 배트맨 : 조커의 귀환(카툰네트워크) - 처코 / 로빈
- 스쿠비 두와 맥시코 괴물(카툰네트워크) - 알레호
- 벤10: 에일리언 스웜(카툰네트워크) - 머드 파이어
- 메이저 극장판 - 우정의 강속구(투니버스) - 박철민
- 스켓 댄스(투니버스) - 오덕후
- 바다소년 오대양(KBS) - 대양 아빠 / 사무총장
- 택틱스(애니맥스) - 사장
- 판타스틱4(카툰네트워크) - 리드
- 은혼(투니버스) - 구사노
- 이트맨(투니버스)
- 이트맨 98(투니버스)
- 체포하겠어(투니버스)
- 엑스 드라이버(투니버스) - 학생1
- 날아라 호빵맨(투니버스) - 돼지고기 덮밥맨
- 카레이도 스타(투니버스) - 남자3
- 무적코털 보보보(투니버스) - 해설
- 레이브(투니버스) - 조코 / 제이드
- 고스트 바둑왕(투니버스) - 원생4
- 츠바사 크로니클(투니버스) - 무르간
- 음양대전기(투니버스) - 젠죠
- 사무라이 참프루(투니버스) - 무쿠로
- 몬스터(투니버스) - 선배 / 정원사 / 스쿠친구1 / 기자3
- 정령의 수호자(애니박스) - 칼보
- 드래곤볼GT(투니버스) - 무치 / 네지 / 슈퍼 시그마
- 가면라이더 파이즈(투니버스) - 마와라 형사 / 미치 아빠 / 타이키 / 오르페노크 / 사장 / 펜싱부원3
- 아가사 크리스티의 명탐정 포와로와 마플(투니버스) - 하퍼
- 조이드(투니버스) - 마르크스 / 파일럿1 / 블러드 / 호마레프 / 뮬라 / 카니건 / 보안관 / 선장 / 츠바키 / 로스 / 할포드 / 병사
- 나의 지구를 지켜줘(투니버스)
- 에어마스터(투니버스) - 시게오
- 파워레인저 레스큐(투니버스) - 라이언(티타늄 레인저)
- 멜티랜서(투니버스)
- 자이언트 로보(투니버스) - 중조 / 해보
- 바이스 크로이츠(투니버스)
- 으랏차차 삼총사(투니버스) - 비에스
- 전쟁과 축구(투니버스)
- 돌연변이 아일랜드(투니버스) - 두다리죠
- 은장기공 오디안(투니버스) - 페스
- 떴다! 방울이(투니버스)
- 건방진 천사(퀴니) - 기무라
- 육가네 6쌍둥이(카툰네트워크) - 아빠 / 경찰관
- 건담전기(GAME) - 마스터 P 레이어 / 보라스키니프 / 테리 샌더스
- 코라의 전설(니켈로디언)
- 벤10 옴니버스(카툰네트워크)
- 살인의 강 - 기자(배우로 출연)
- 빨간 머리 앤 - 그린 게이블로 가는 길 - 해설
- 늑대아이(MOVIE)
- 토리코(카툰네트워크) - 친친
- 자이언트 세이버(투니버스) - 벤자민
- 웨딩피치(투니버스) - 썰렁이3 / 썰텀이7 / 창호지
- 괴도 키드(투니버스) - 진홍은의 집사
- 터보(MOVIE) - 체드
- 바다탐험대 옥토넛(디즈니채널) - 써니 / 잉클링 교수
- 바다 탐험대 옥토넛 시즌 4: 바다 괴물 대소동 - 잉클링 교수
- 언더독 - 농장주인 / 선임하사 / 사냥꾼 2 / 렉카차 운전자
- 토킹 톰 앤 프랜즈 - 행크

### 영화
- 나 홀로 집에 3 (SBS) - 스터키 요원(크리스토퍼 커리)
- 데블스 오운 (SBS)
- 발렌타인 데이 (SBS)
- 블레이드 (SBS)
- 샤베르대령 (SBS)
- 스노우보더 (SBS)
- 아이언맨 3 - 자비스 (폴 베타니)
- 올 파이어드 업 (SBS)
- 이퀼리브리엄 (SBS) - 반란군 (프란체스코 카브라스)
- 콜래트럴 데미지 (SBS) - 로비(릭 워시) / 로먼(주 가르시아)

### 게임
- 삼국지 온라인
- 헤일로3 (XBOX 360)
- 진삼국무쌍3 - 서황 / 장보 / 장량
  - 진삼국무쌍4 - 서황
- 천랑열전
- 던전 앤 파이터 - 공허의 론
- 건담전기 (PS2) - 마스터 P 플레이어 / 보라스키니프 / 테리 샌더스
- 봉신연의2 (PS2) - 오운선 / 영재 / 황토개
- 전국무쌍 (PS2)

## 기타
북한의 독재자인 김정은과는 동명이인이지만 생년월일은 북한 김정은보다 더 빠르다.